# 괌 해군기지
괌 해군기지는 괌 오로트 반도의 아프라 항구에 위치한 미국 해군기지이다. 2009년 앤더슨 공군기지와 결합하여 해군이 통제하는 합동기지로 운영중이다.

## 역사
1944년 7월 21일, 미군은 섬이 일본군으로부터 안전하다고 선언했다. 이 날을 광복절이라고 부른다.
라이온 식스(Lion Six)라는 이름으로 미국 해군기지를 건설했다. 미국 해군의 코드네임은 군사기지의 크기, 목적등을 고려해서 정한다. 오크(Oak), 아콘(Acorn), 라이온(Lion), 컵(Cub) 등이 있다. 라이온은 함대의 본부라는 의미이다.
최근 몇 년 동안 괌의 많은 현지인들은 기지 확장에 반대하고 있다.
괌에서 서울까지 직선거리로 3200 km, 항해거리로 대략 3400 km 떨어져 있다.
제7함대 (미국)가 배치되어 있다. 7함대 사령관은 해군 중장으로, 일본 요코스카 해군 시설에 사령부가 있고, 괌에는 일부만 배치되어 있다.
괌 해군기지의 사령관은 해군 대령이다.